# Tempio Malatestiano
Tempio Malatestiano är en katedral och mindre basilika i Rimini. Kyrkobyggnaden är formellt helgad åt martyren Colomba av Sens; tidigare var den helgad åt Franciskus av Assisi. I mitten av 1400-talet uppdrog kondottiären Sigismondo Malatesta åt Leon Battista Alberti att restaurera och bygga om San Francesco-kyrkan till ett monument över Malatesta och kyrkan kom med tiden att benämnas Tempio Malatestiano. Alberti ritade ett marmorhölje åt den medeltida kyrkan, vars fasad till viss del liknar en romersk triumfbåge med sina tre stora valvbågar. Kyrkobyggnaden är dock ofullbordad; den var avsedd att ha en kupol. Interiören hyser verk av bland andra Piero della Francesca och Agostino di Duccio.